# Borama

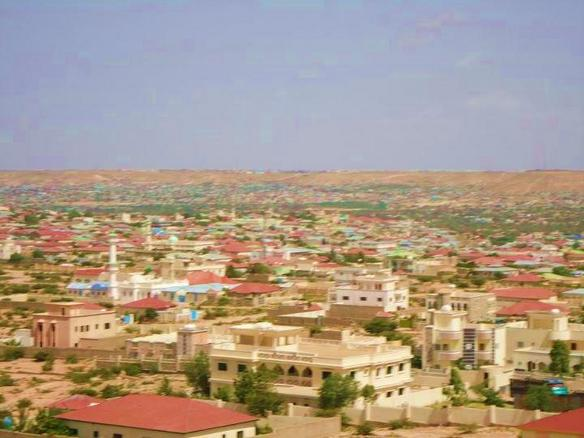
Vy över Borama.

Borama är en stad i det autonoma området Somaliland i Somalia och är huvudort i regionen Awdal.